# 柳津村
柳津村（やないづむら）は、広島県沼隈郡にあった村。現在の福山市柳津町および柳津町一 - 五丁目にあたる。

## 地理
- 海 ： 松永湾
- 山 ： 竜王山

## 歴史
- 1889年（明治22年）4月1日 - 町村制の施行により、近世以来の柳津村が単独で自治体を形成。
- 1954年（昭和29年）3月31日 - 松永町・神村・金江村・東村・藤江村・本郷村と合併して松永市が発足。同日柳津村廃止。
- 1966年（昭和41年）5月1日 - 松永市が福山市と合併し、改めて福山市が発足。